# Micrurus ibiboboca
Micrurus ibiboboca (каатинзький кораловий аспід) — вид отруйних змій родини аспідових (Elapidae). Ендемік Бразилії.

## Поширення і екологія
Каатинзькі коралові аспіди поширені на північному сході Бразилії, в штатах Піауї, Параїба, Алагоас і Баїя. Вони живуть в саванах серрадо, вологих атлантичних лісах і сухих чагарниках каатинги, серед опалого листя. Ведуть наземний, напівриючий спосіб життя, активні як вдень, так і вночі. Живляться зміями, черв'яками і амфісбенами. Відкладають яйця.